# 谷中 (台東区)
谷中（やなか）は、東京都台東区の地名で、旧下谷区に当たる下谷地域内である。現行行政地名は谷中一丁目から谷中七丁目。住居表示実施済区域。

## 概要
谷中は「寺町」と呼ばれるように、仏教の寺院が集中している古い下町である。上野戦争で罹災したものの、関東大震災や第二次世界大戦では被害が少なく、旧来の古い町並みがあり仏教関係の建造物が多数残されている。
早口言葉「なかなか鳴かない谷中のかなかな」に関しても有名。

## 地理
下谷地域の北西に位置し、文京区（千駄木・根津）・荒川区（西日暮里・東日暮里）との区境に当たる。

### 地価
住宅地の地価は、2025年（令和7年）1月1日の公示地価によれば、谷中2-8-14の地点で102万円/m2、谷中6-2-19の地点で90万1000円/m2となっている。

## 歴史
旧：武蔵国豊島郡谷中村
- 元来は山林地で、百姓地が点在する場所であった。
- 江戸時代、上野に寛永寺が建てられると谷中にもその子院が次々と建てられる。また、幕府の政策により慶安年間（1648年 - 1651年）に神田付近から多くの寺院が移転し、明暦の大火（1657年）の後に焼失した寺院が移転してくる。寺の増加に伴い参詣客も増えると徐々に町屋も形成され、江戸の庶民の行楽地として発展する。
- 元禄期に崖下の百姓地（主に谷中生姜を生産）を谷中本村（現在の荒川区東日暮里五･六丁目と西日暮里二丁目の各一部）として分離。崖上の寺町が谷中村となるが次第に市街地化され、一部は町地化されて谷中町、谷中三崎町（読みは「やなかさんさきちょう」）となる。この名残として、現在も荒川区西日暮里二丁目に所在する諏方神社の氏子地域となっている。
- 政府軍と彰義隊による上野戦争（1868年）で多くの寺院が焼失する。1869年（明治2年）から1872年（明治5年）にかけて谷中清水町･谷中坂町･谷中初音町一～四丁目･谷中茶屋町･谷中真島町･谷中上三崎南町･谷中上三崎北町の各町が起立。1878年（明治11年）11月2日、これら谷中各町は上野とともに下谷区に編入される。この時点ではまだ谷中村も残存していたが、1889年（明治22年）5月1日東京市誕生と共に下谷区に編入され（この時点でも下谷区内に「谷中村」が残存）、1891年（明治24年）に谷中村を谷中各町に編入し、このとき谷中天王寺町も成立した。
- 1947年（昭和22年）に23区制に伴い台東区となる。1966年（昭和41年）、住居表示実施に伴い谷中各町が整理統合されて現行の谷中となる（谷中清水町は池之端三･四丁目に、谷中天王寺町の南端一部が上野桜木二丁目にそれぞれ編入）。

### 地名の由来
名前の由来は、本郷台と上野台の谷間に位置することから、名付けられたといわれる。

## 世帯数と人口
2025年（令和7年）3月1日現在（台東区発表）の世帯数と人口は以下の通りである。
| 丁目       | 世帯数    | 人口    |
| ---------- | --------- | ------- |
| 谷中一丁目 | 462世帯   | 797人   |
| 谷中二丁目 | 1,047世帯 | 1,688人 |
| 谷中三丁目 | 1,753世帯 | 3,166人 |
| 谷中四丁目 | 275世帯   | 476人   |
| 谷中五丁目 | 459世帯   | 796人   |
| 谷中六丁目 | 160世帯   | 324人   |
| 谷中七丁目 | 578世帯   | 1,021人 |
| 計         | 4,734世帯 | 8,268人 |

### 人口の変遷
国勢調査による人口の推移。
| 年                 | 人口  |
| ------------------ | ----- |
| 1995年（平成7年）  | 9,160 |
| 2000年（平成12年） | 8,736 |
| 2005年（平成17年） | 8,440 |
| 2010年（平成22年） | 8,095 |
| 2015年（平成27年） | 8,483 |
| 2020年（令和2年）  | 8,677 |

### 世帯数の変遷
国勢調査による世帯数の推移。
| 年                 | 世帯数 |
| ------------------ | ------ |
| 1995年（平成7年）  | 4,265  |
| 2000年（平成12年） | 4,358  |
| 2005年（平成17年） | 4,244  |
| 2010年（平成22年） | 4,277  |
| 2015年（平成27年） | 4,609  |
| 2020年（令和2年）  | 4,781  |

## 学区
区立小・中学校に通う場合、学区は以下の通りとなる（2023年9月現在）。
| 丁目       | 番地                                             | 小学校             | 中学校             |
| ---------- | ------------------------------------------------ | ------------------ | ------------------ |
| 谷中一丁目 | 1〜5番 6番1〜11号 6番29〜33号 7番1〜31号 7番41号 | 台東区立忍岡小学校 | 台東区立上野中学校 |
| 谷中一丁目 | 6番12〜28号 7番32〜40号                          | 台東区立谷中小学校 | 台東区立上野中学校 |
| 谷中二丁目 | 全域                                             | 台東区立谷中小学校 | 台東区立上野中学校 |
| 谷中三丁目 | 全域                                             | 台東区立谷中小学校 | 台東区立上野中学校 |
| 谷中四丁目 | 全域                                             | 台東区立谷中小学校 | 台東区立上野中学校 |
| 谷中五丁目 | 全域                                             | 台東区立谷中小学校 | 台東区立上野中学校 |
| 谷中六丁目 | 全域                                             | 台東区立谷中小学校 | 台東区立上野中学校 |
| 谷中七丁目 | 全域                                             | 台東区立谷中小学校 | 台東区立上野中学校 |

## 交通
鉄道
- JR東日本 日暮里駅（京浜東北線 山手線 ■常磐快速線・成田線） - 出入口が設けられている。（所在地：西日暮里）

道路
- 東京都道319号環状三号線（言問通り）
- 東京都道452号神田白山線
- 東京都道457号駒込宮地線（道灌山通り）

## 事業所
2021年（令和3年）現在の経済センサス調査による事業所数と従業員数は以下の通りである。
| 丁目       | 事業所数  | 従業員数 |
| ---------- | --------- | -------- |
| 谷中一丁目 | 77事業所  | 267人    |
| 谷中二丁目 | 97事業所  | 381人    |
| 谷中三丁目 | 252事業所 | 888人    |
| 谷中四丁目 | 37事業所  | 97人     |
| 谷中五丁目 | 75事業所  | 305人    |
| 谷中六丁目 | 40事業所  | 208人    |
| 谷中七丁目 | 81事業所  | 336人    |
| 計         | 659事業所 | 2,482人  |

### 事業者数の変遷
経済センサスによる事業所数の推移。
| 年                 | 事業者数 |
| ------------------ | -------- |
| 2016年（平成28年） | 676      |
| 2021年（令和3年）  | 659      |

### 従業員数の変遷
経済センサスによる従業員数の推移。
| 年                 | 従業員数 |
| ------------------ | -------- |
| 2016年（平成28年） | 2,363    |
| 2021年（令和3年）  | 2,482    |

## 施設
教育
- 台東区立谷中小学校
- 台東区立台桜幼稚園

墓地
- 谷中霊園

## 観光
名所・史跡
- 朝倉彫塑館
- 澤の屋旅館
- 天王寺
- 谷中銀座商店街
- 大名時計博物館
- すぺーす小倉屋

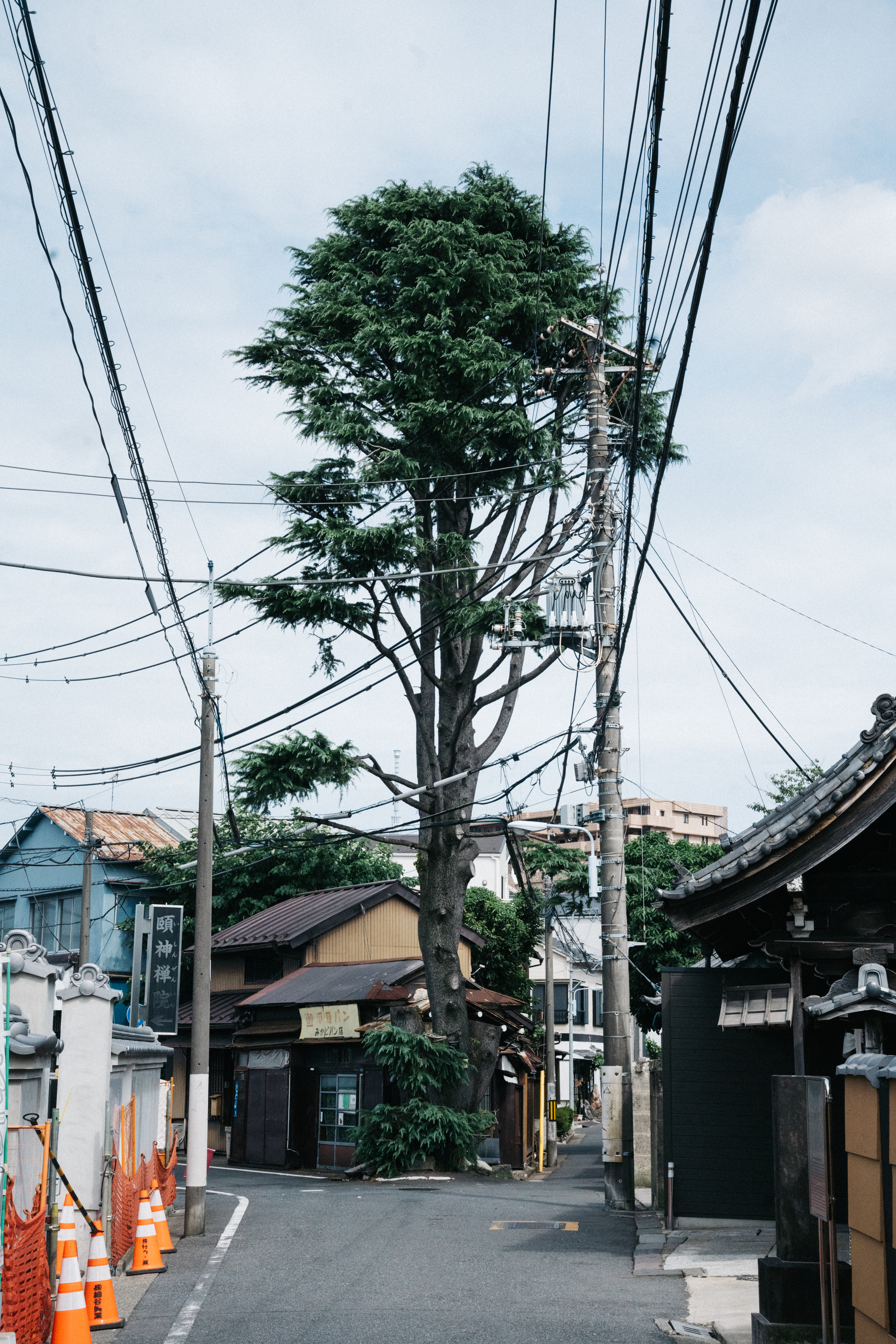
谷中のヒマラヤ杉（2023年）

- 全生庵（山岡鉄舟の墓、初代三遊亭圓朝の墓）
- 大円寺（笠森お仙と鈴木春信の碑）
- 観音寺の築地塀
- 谷中のヒマラヤ杉

## 画像一覧

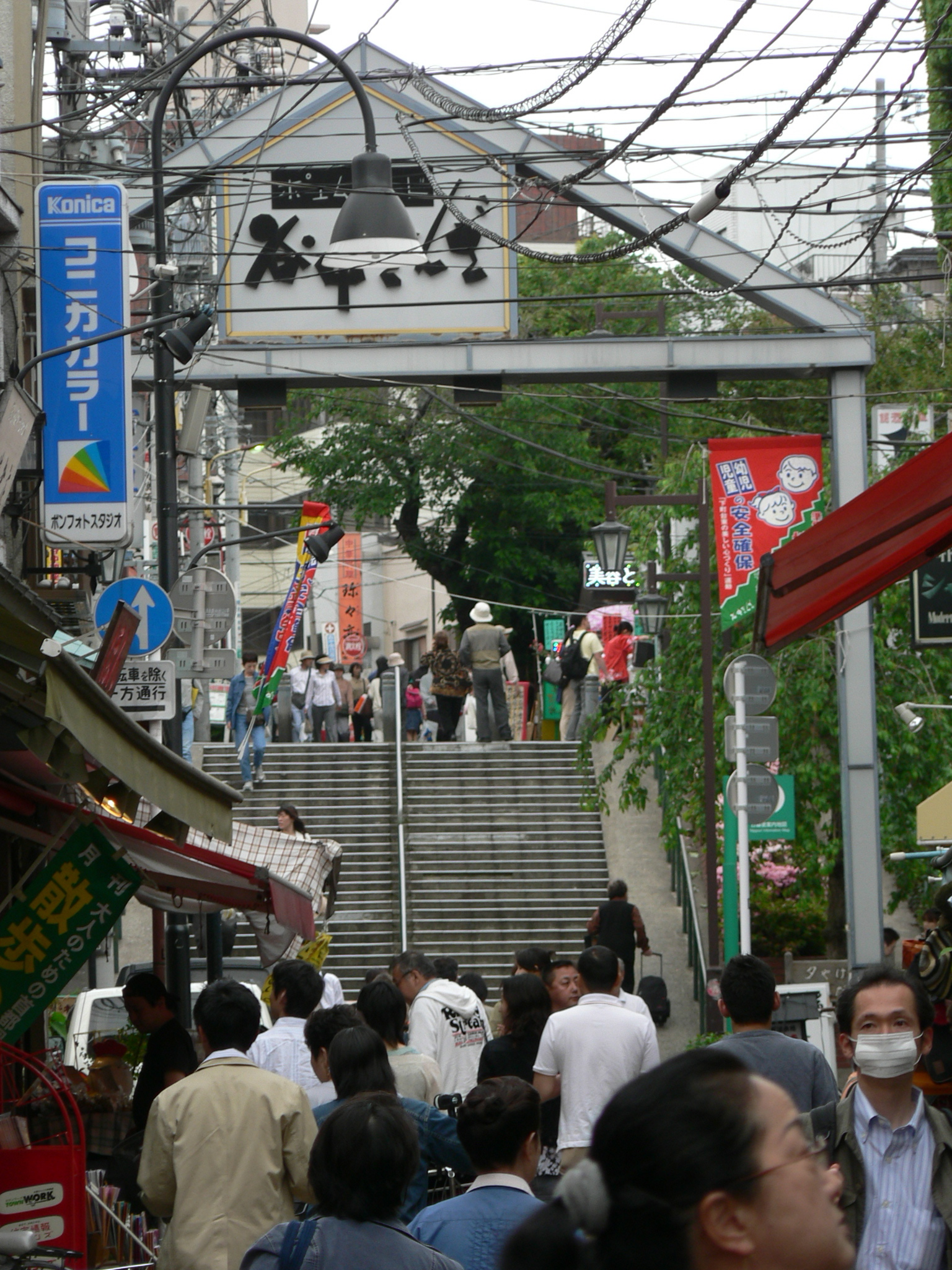
谷中の住民の台所・谷中銀座商店街
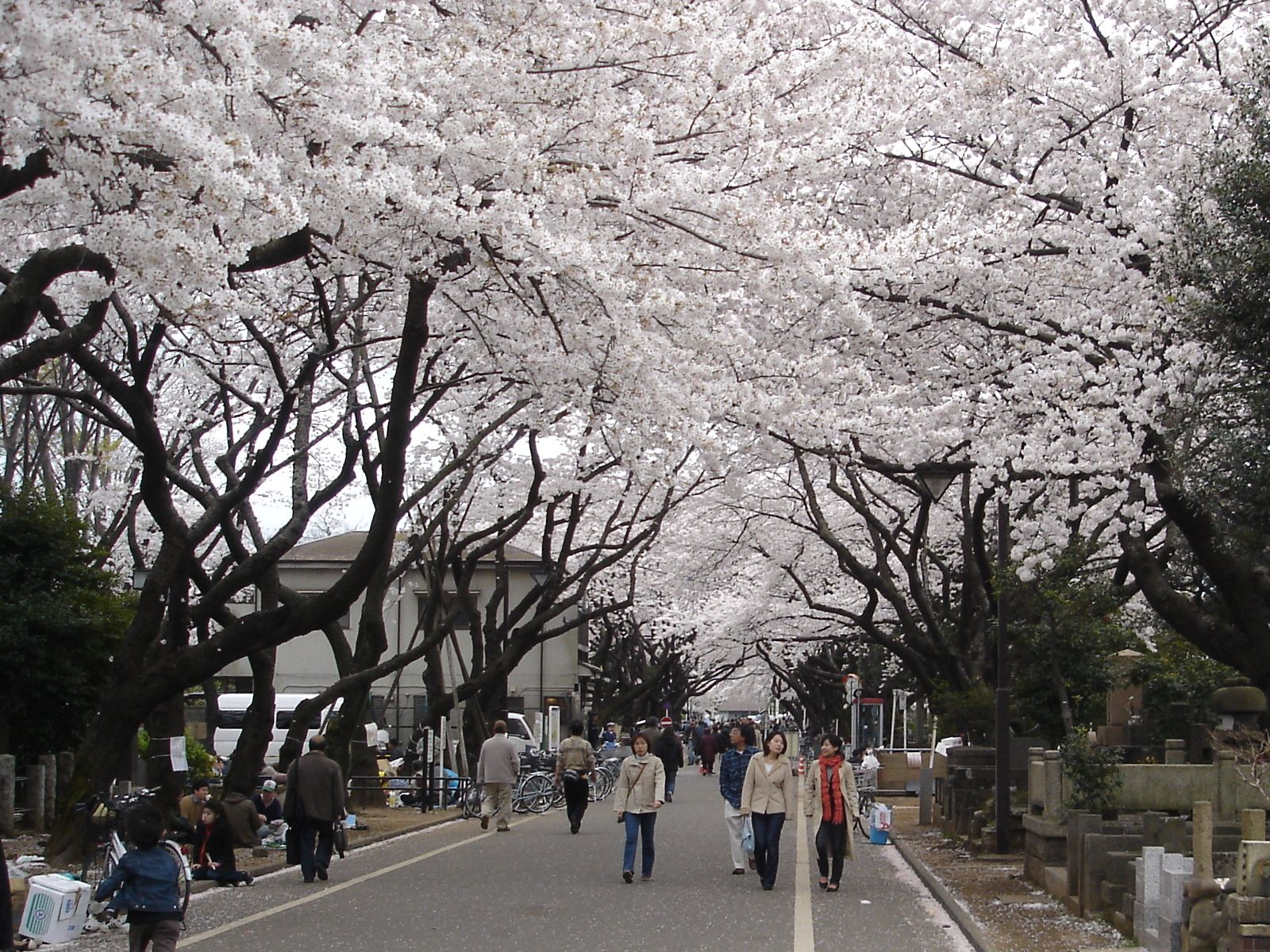
谷中霊園
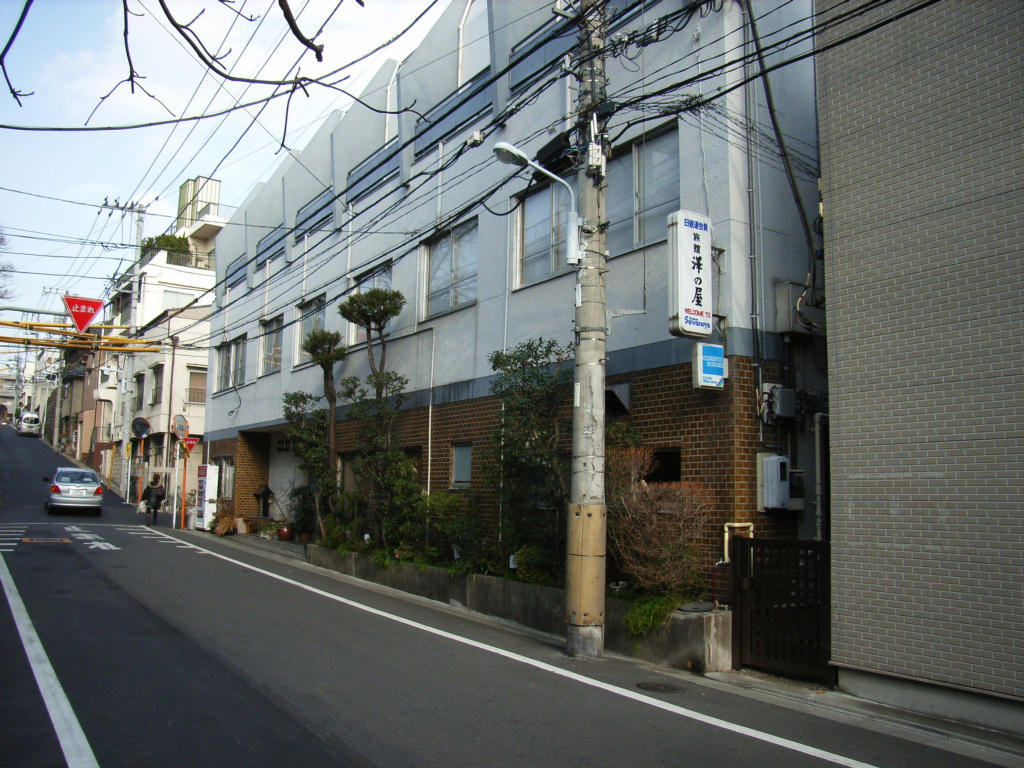
澤の屋旅館
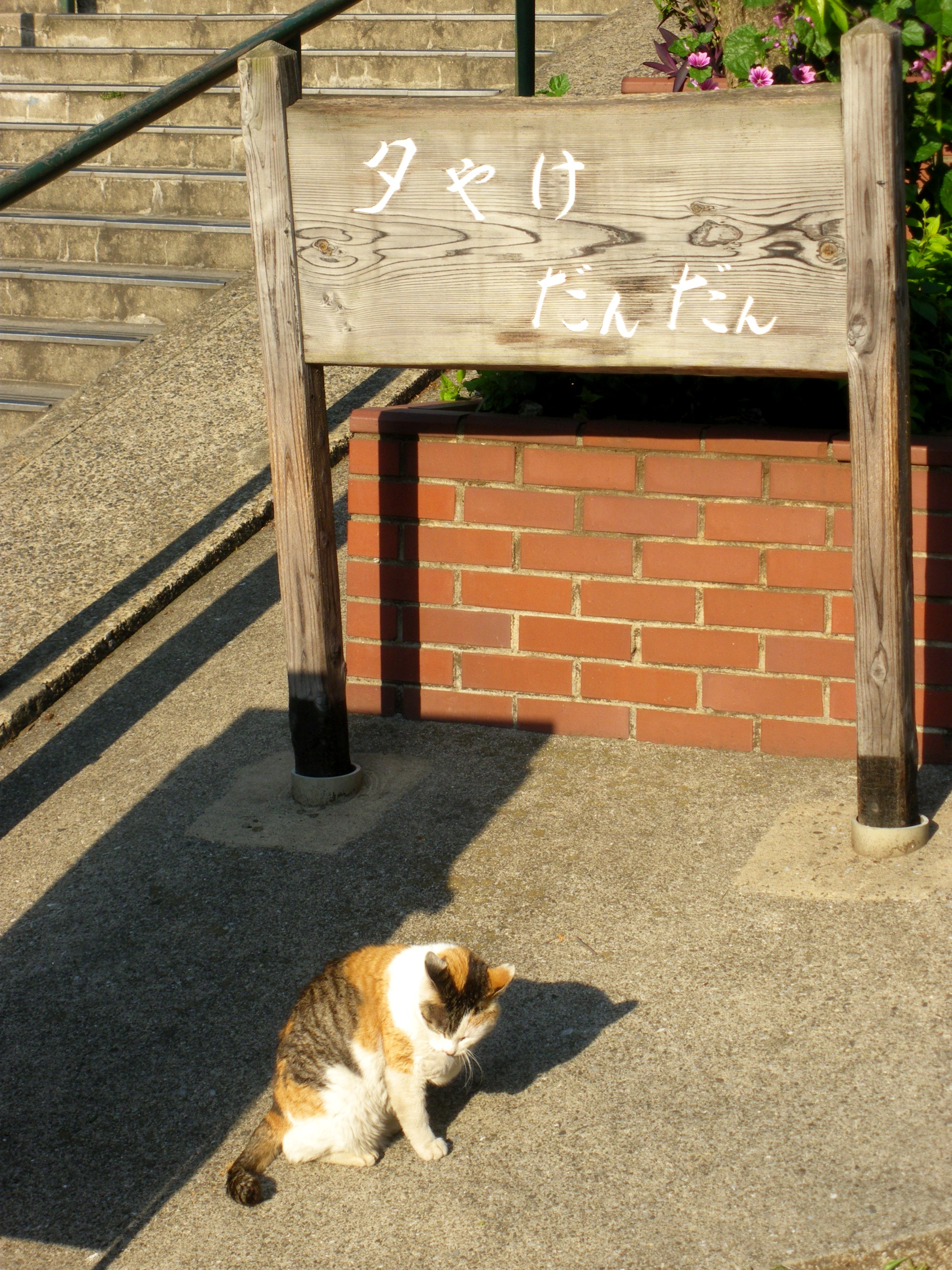
夕やけだんだん
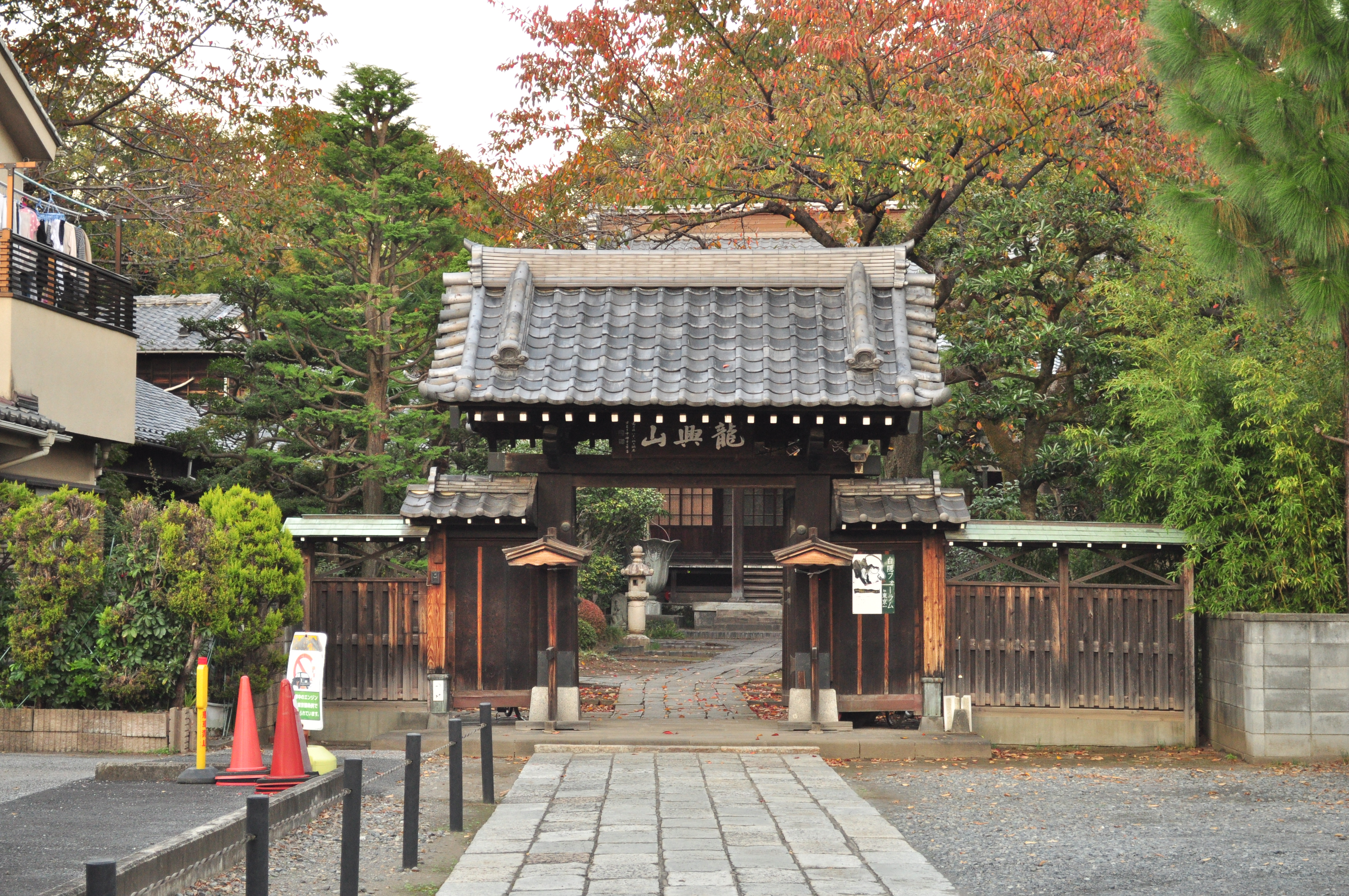
臨江寺
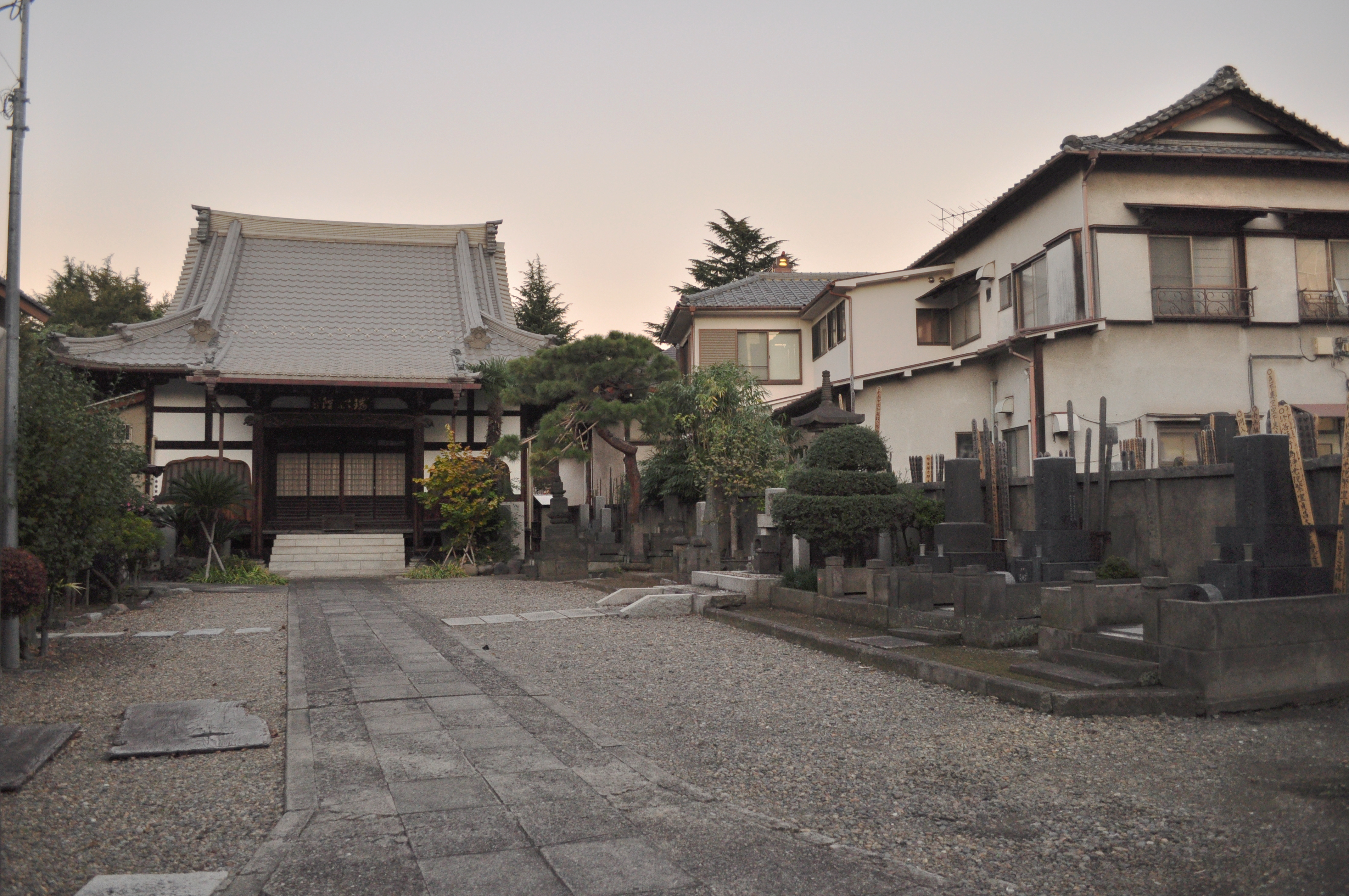
瑞松院
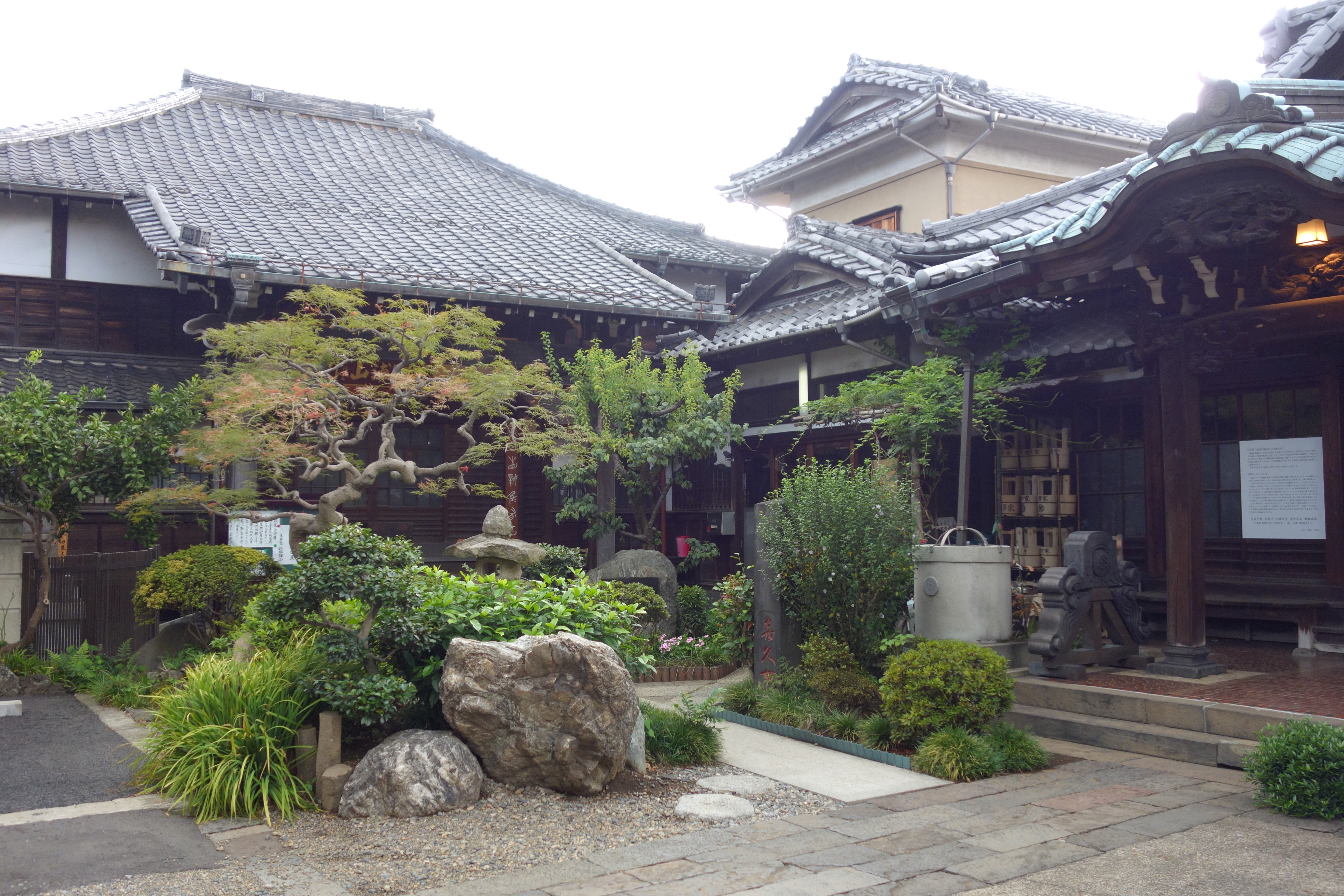
延寿寺
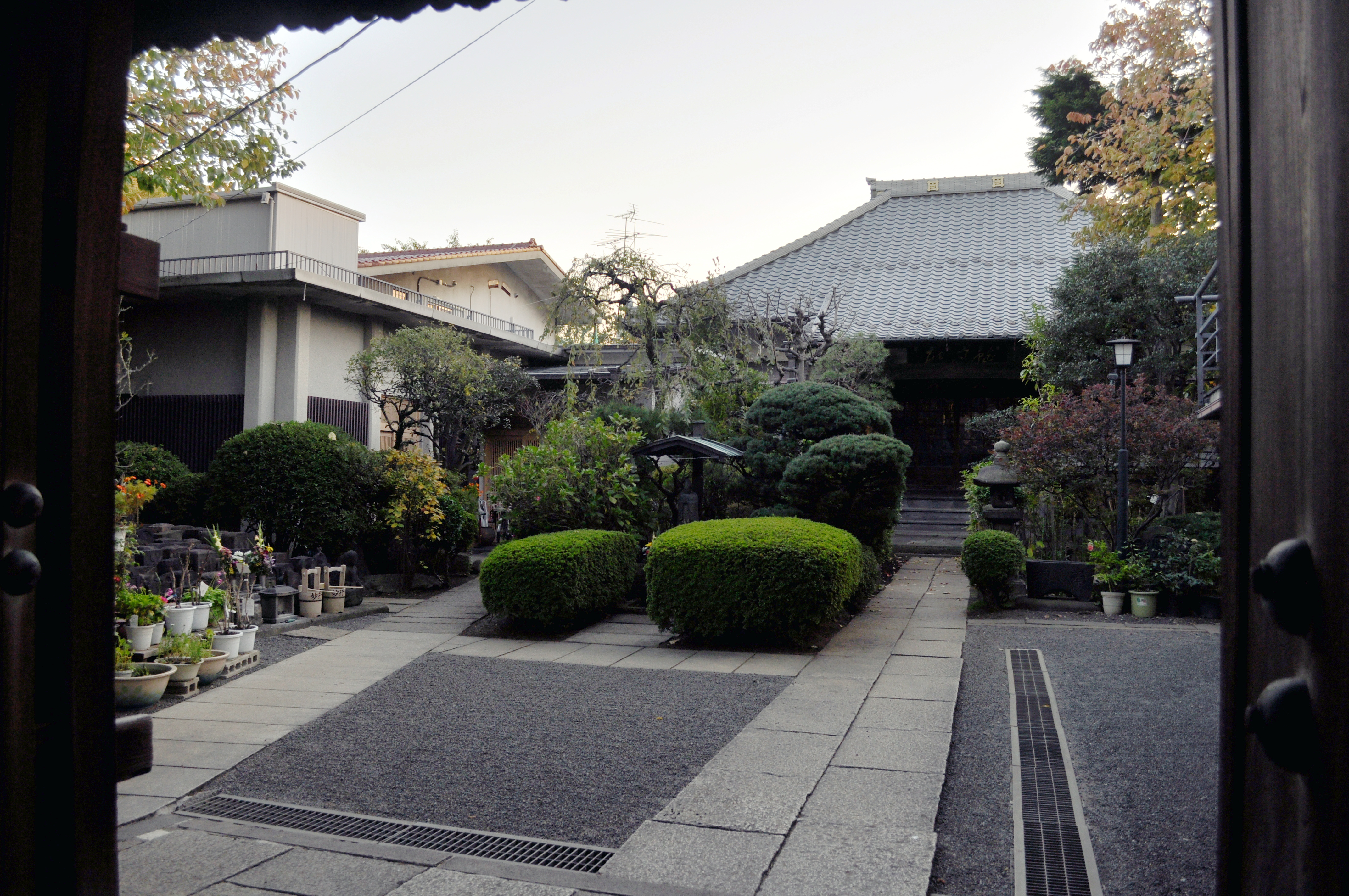
妙行寺
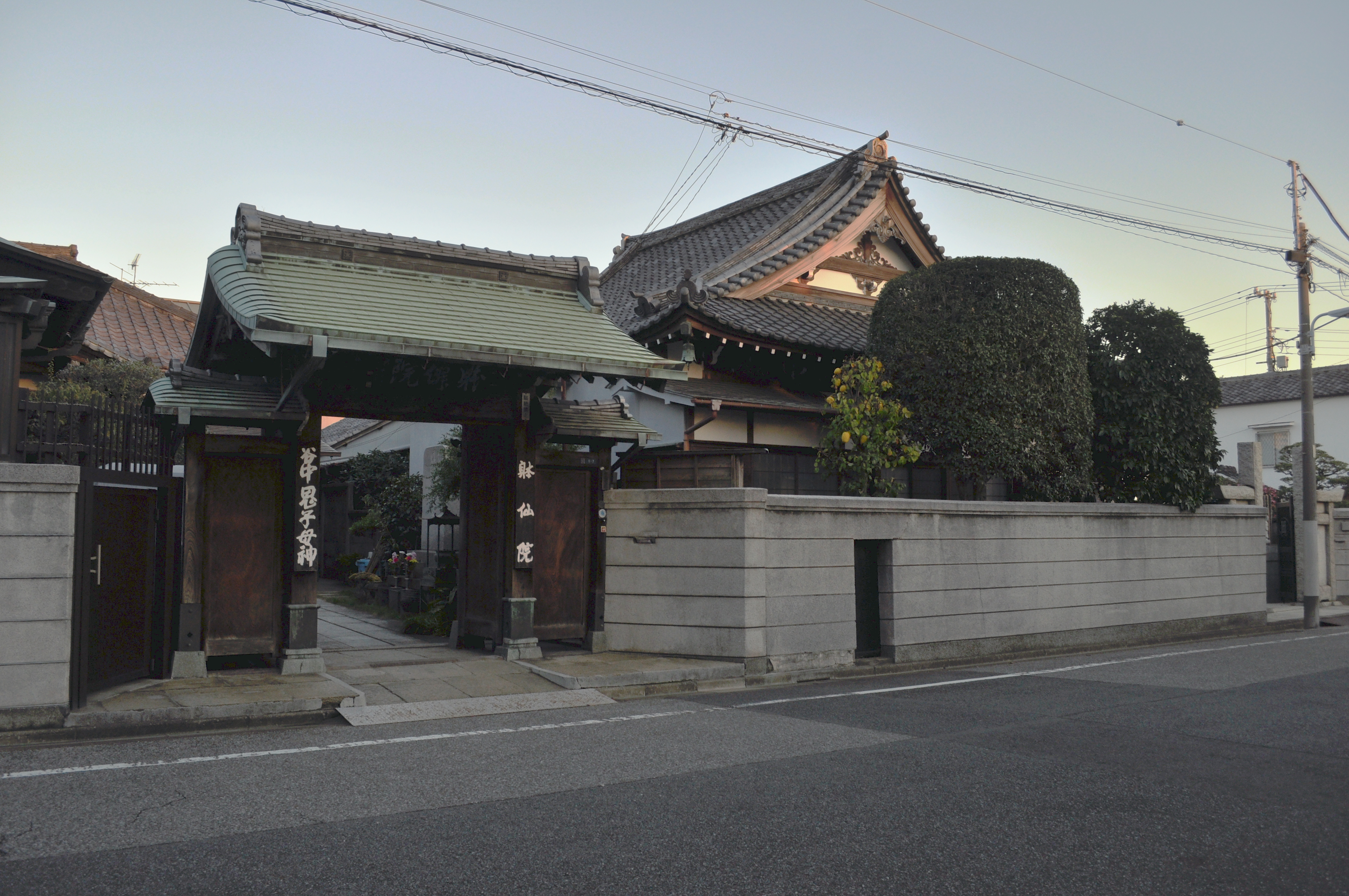
躰仙院
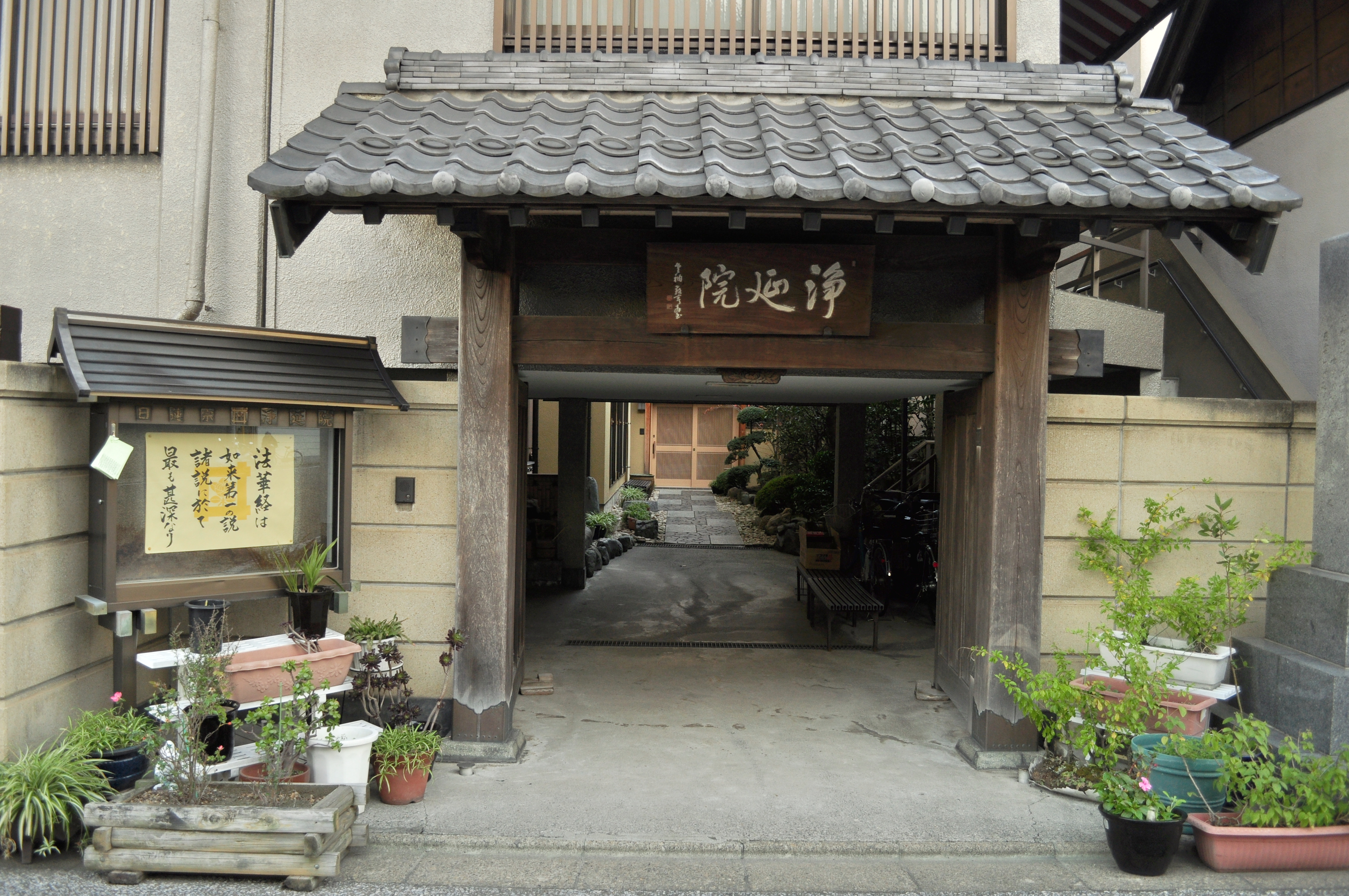
浄延院
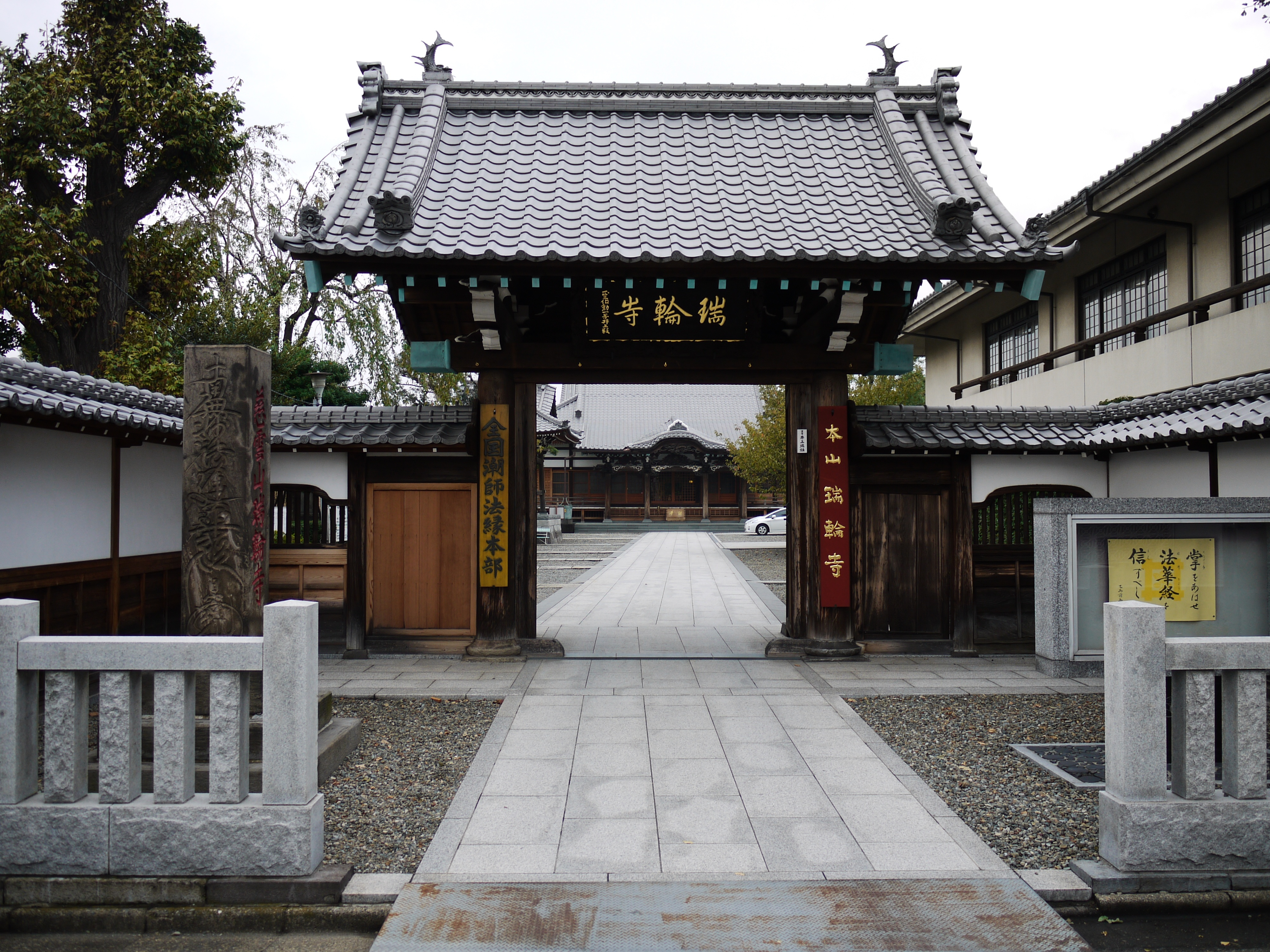
瑞輪寺
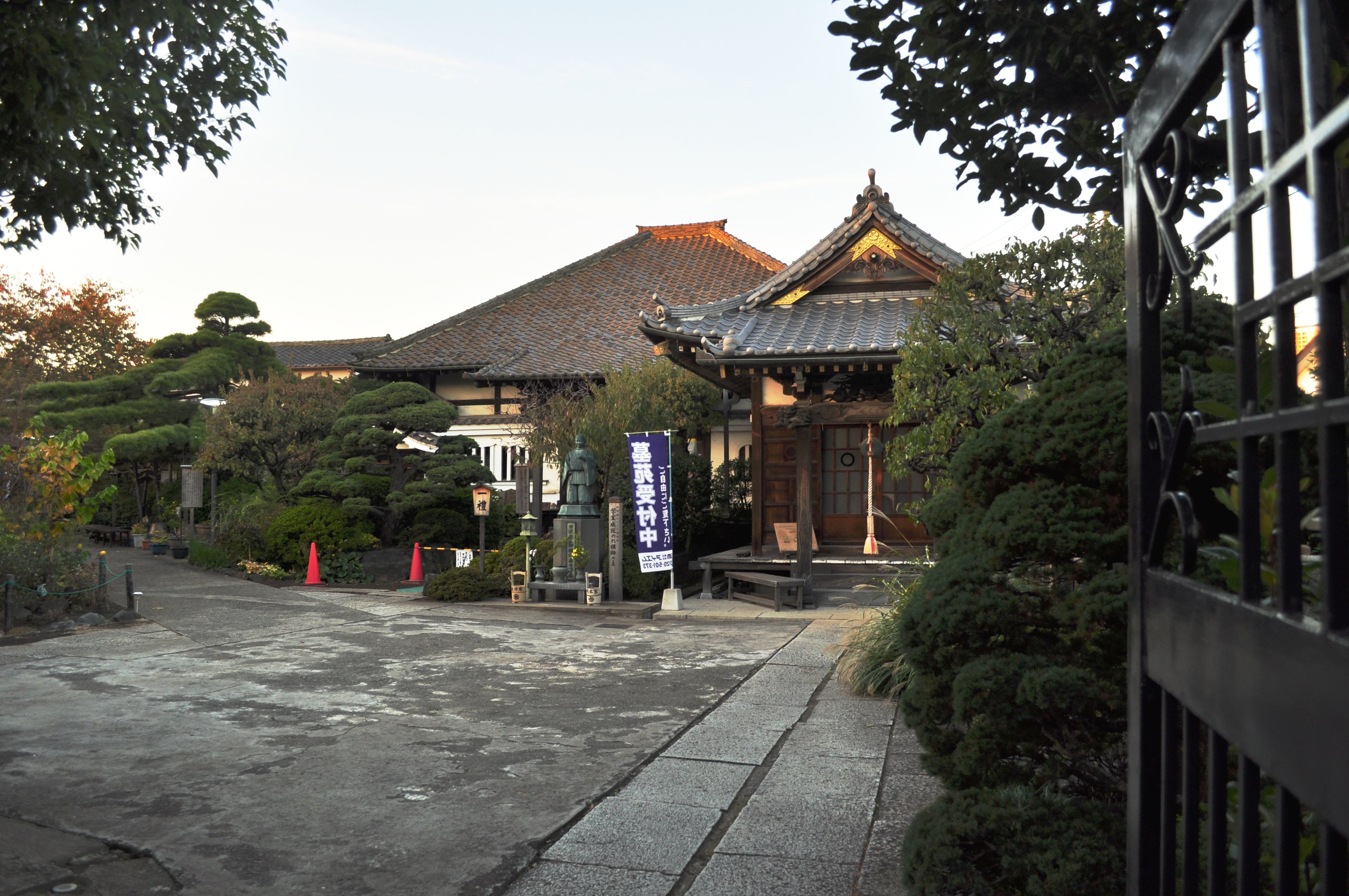
蓮華寺
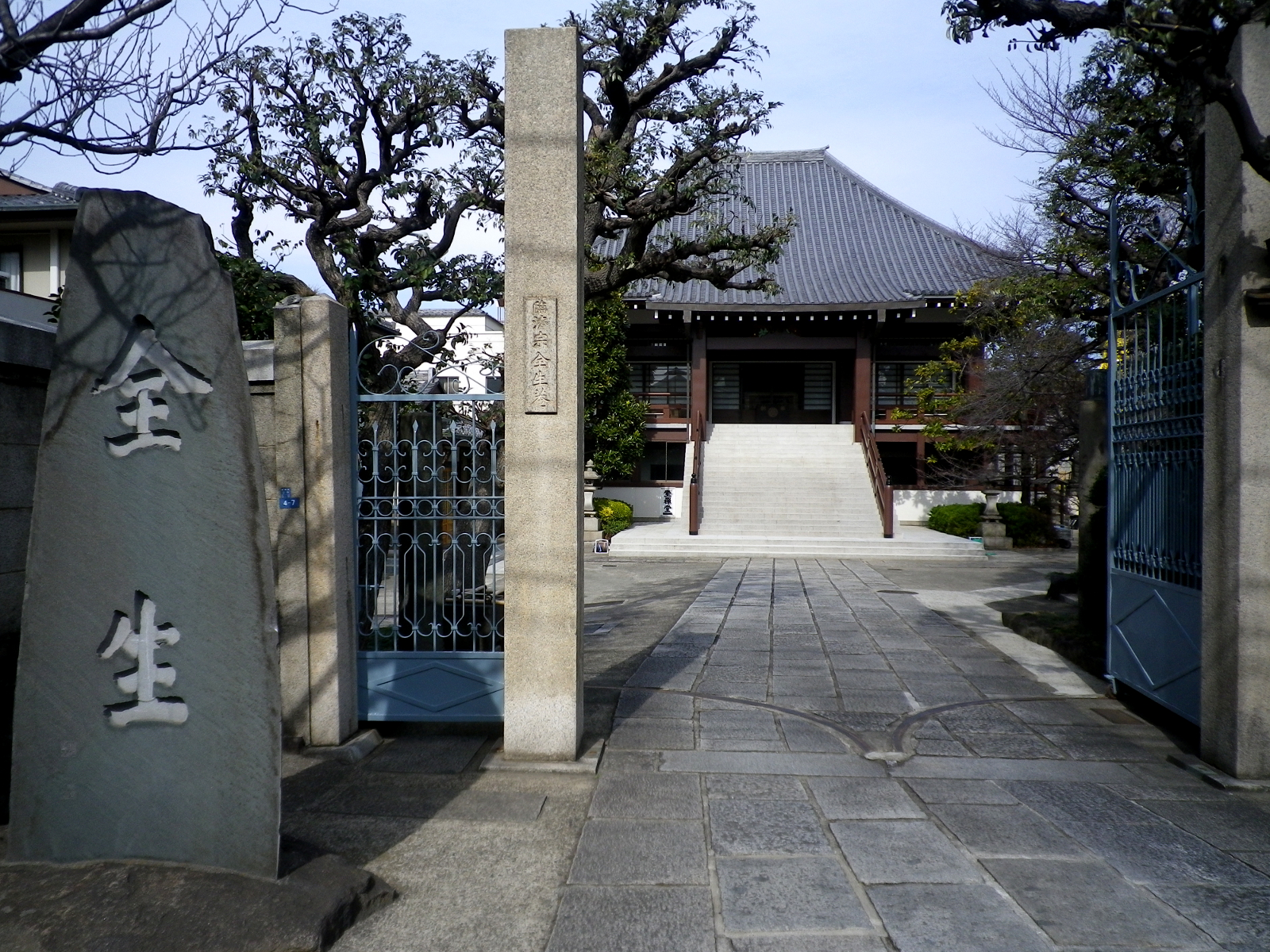
全生庵
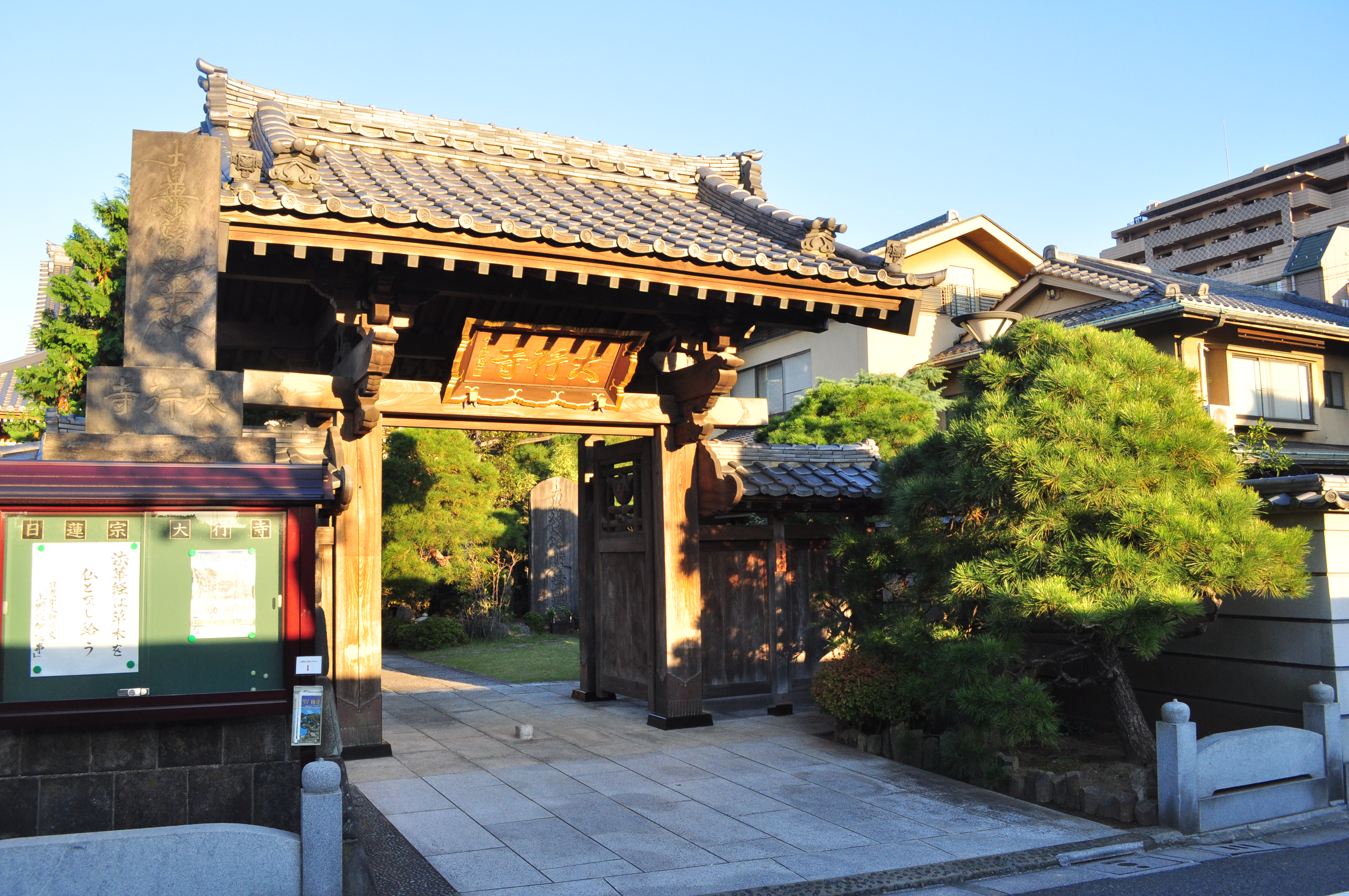
大行寺
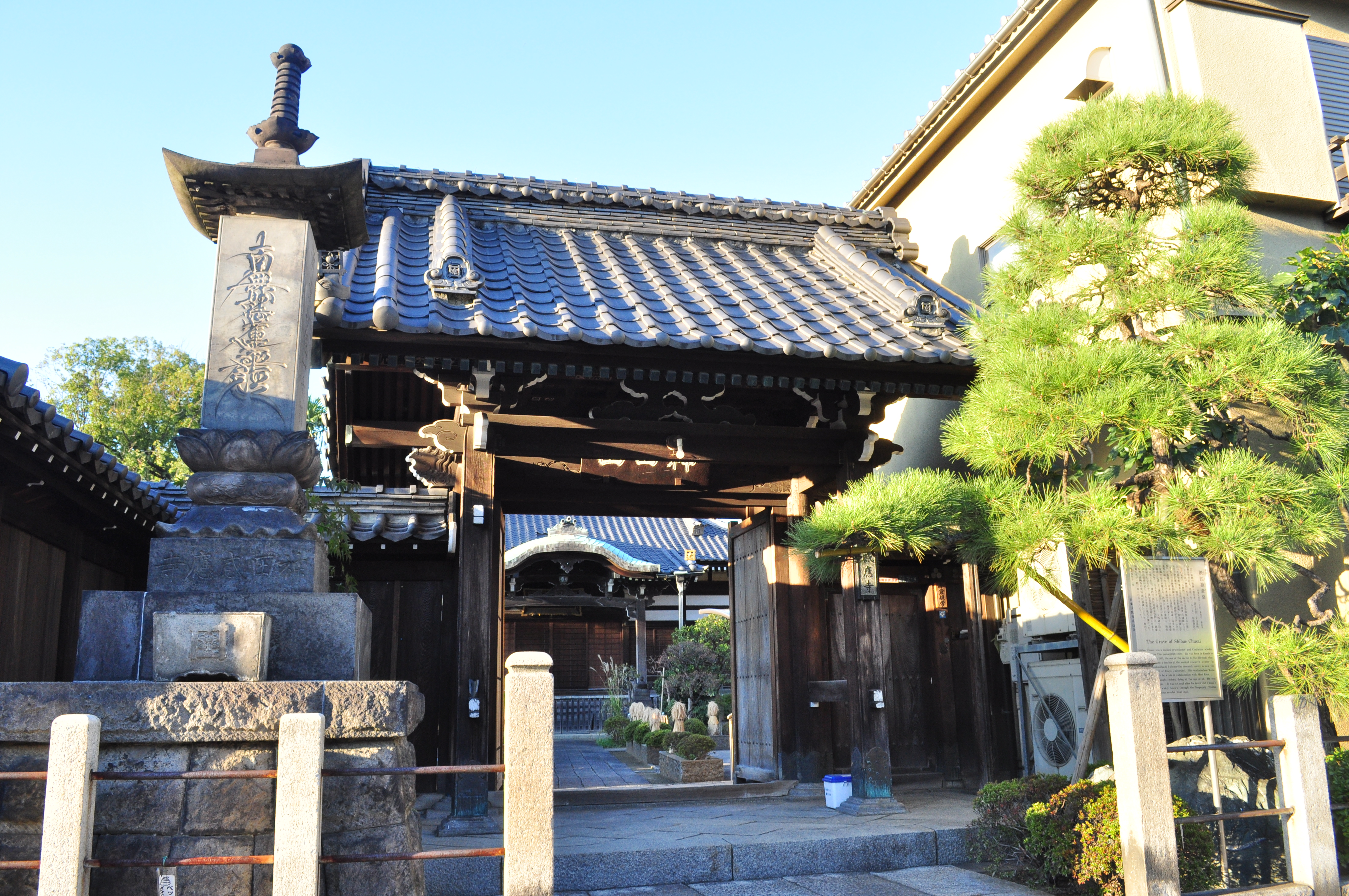
感応寺
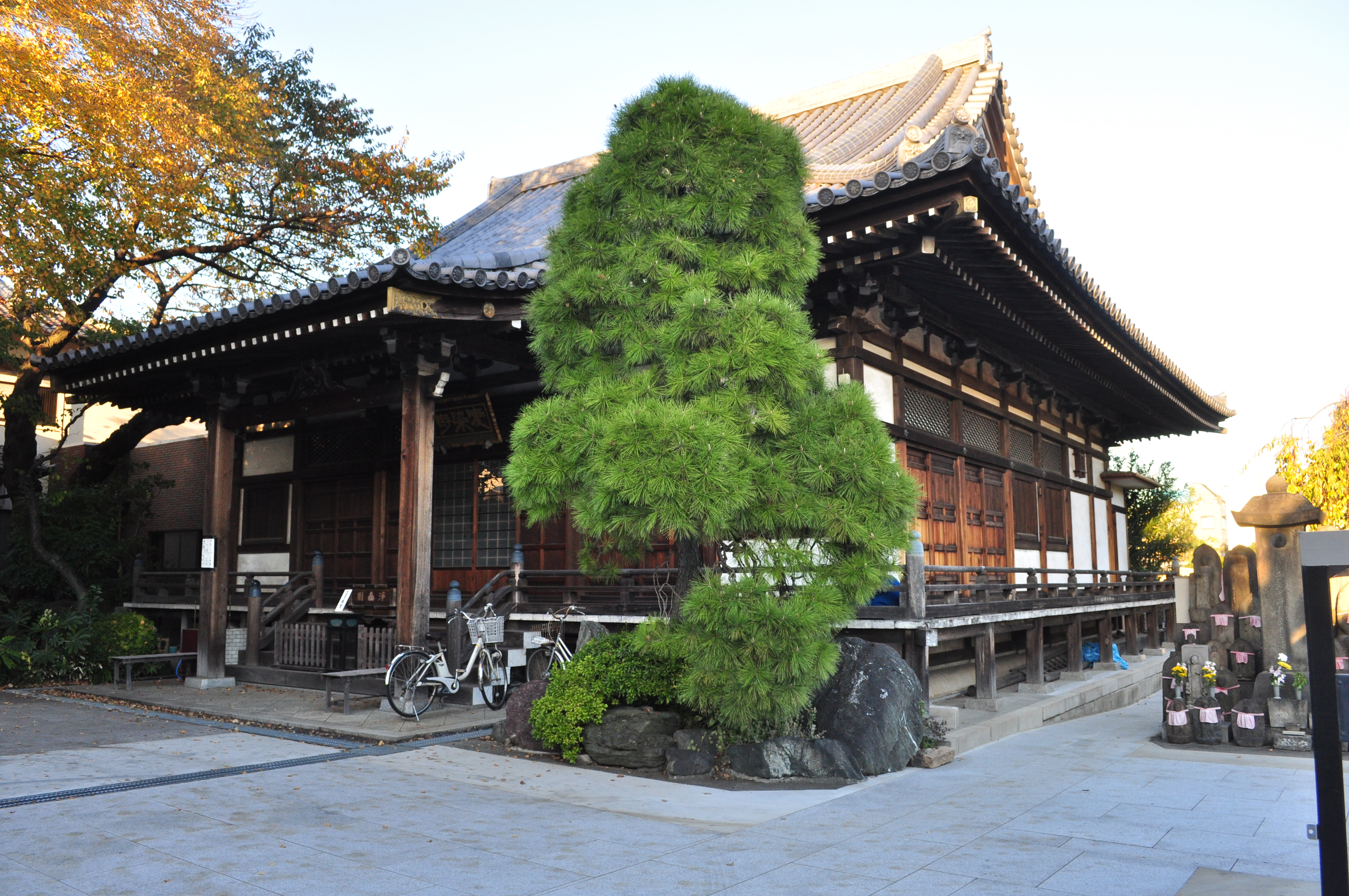
自性院
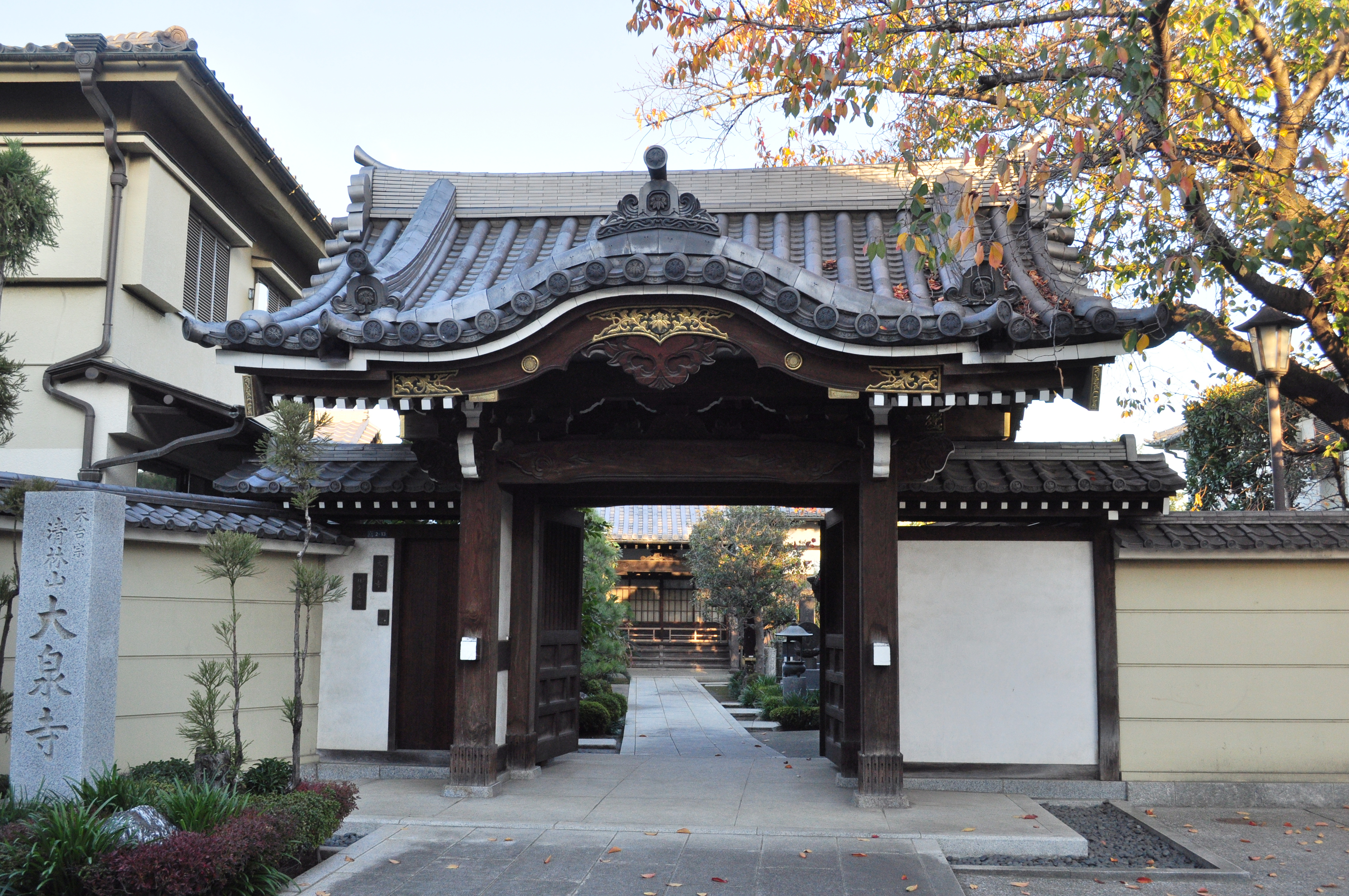
大泉寺
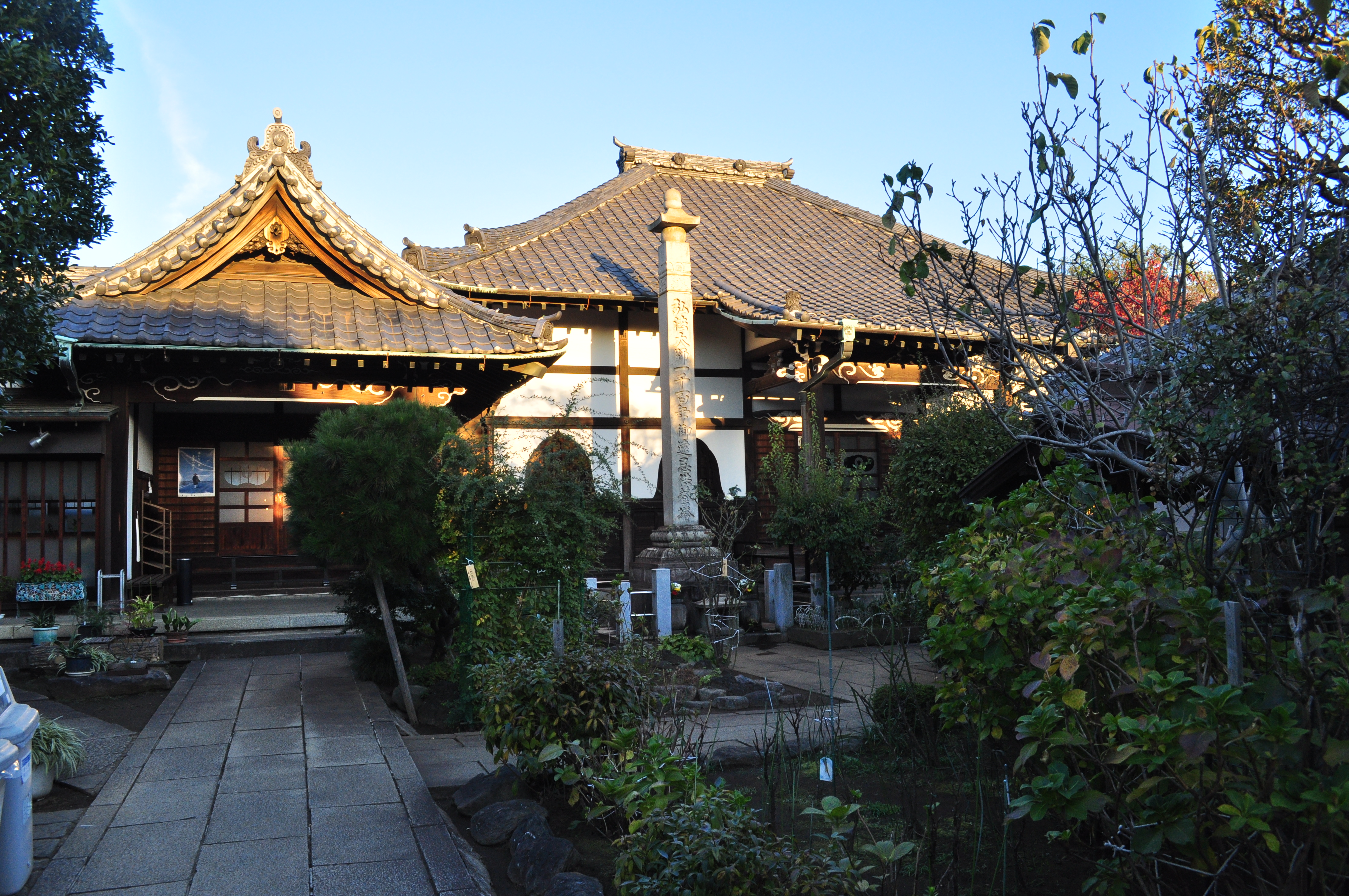
長久院
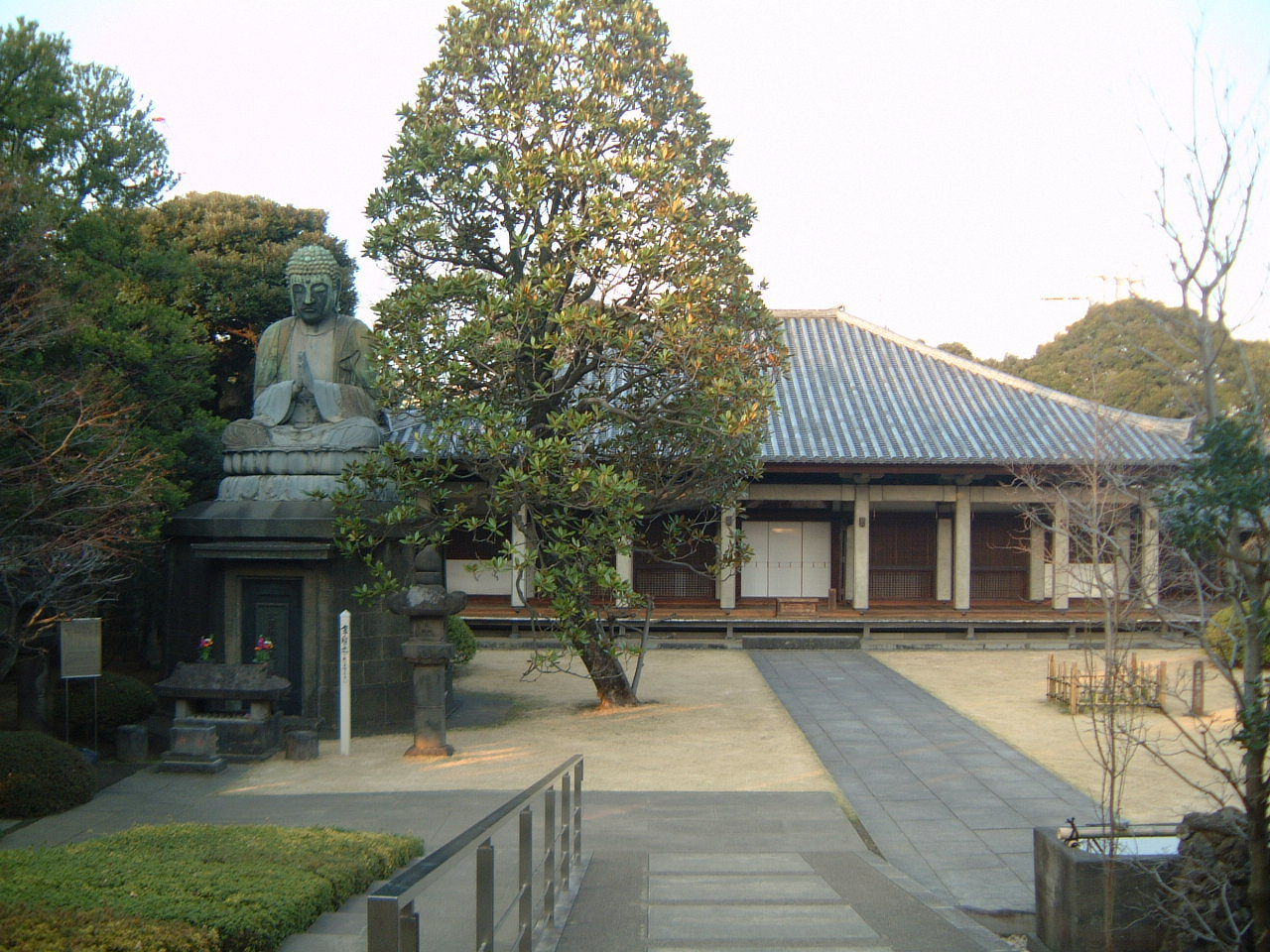
天王寺
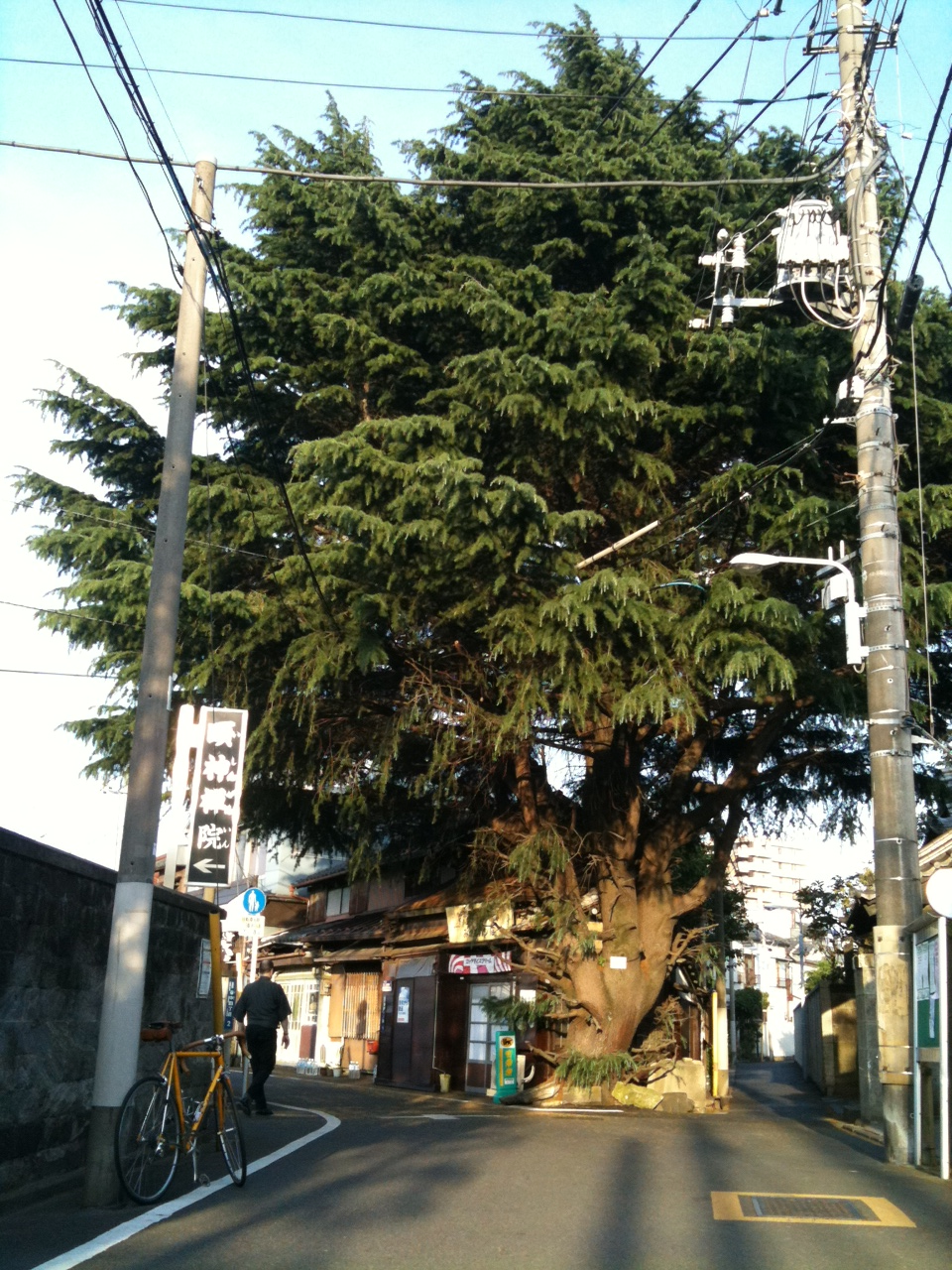
谷中のヒマラヤスギ（2011年）

## その他

### 日本郵便
- 郵便番号 : 110-0001[3]（集配局 : 上野郵便局[15]）。

### 管轄等
- 下谷警察署 - 同町周辺の管轄に当たる。（所在地：下谷）
- 上野消防署 - 同町周辺の管轄に当たる。（所在地：東上野）

## 関連文献
- 「谷中本村/谷中町在方分」『新編武蔵風土記稿』 巻ノ15豊島郡ノ7、内務省地理局、1884年6月。NDLJP:763977/77。